# Mảng Scotia

Mảng Scotia, được thể hiện với màu xanh lục phía dưới bản đồ

Mảng Scotia là một mảng kiến tạo đại dương có ranh giới phía bắc với mảng Nam Mỹ, đông với mảng Nam Sandwich, và nam và tây là mảng Nam Cực.
Các ranh giới phía bắc và nam của mảng là các ranh giới chuyển dạng. Tại rìa phía tây của Scotia là ranh giới tách giãn giữa nó và một phần của mảng nam Sandwich. Mảng Nam Mỹ đang hút chìm dưới phần phía đông của mảng nam Sandwich, mảng này được cho là đã tách ra từ mảng Scotia, bắt đầu từ tách giãn sau cung. Ranh giới phía tây với mảng Nam Cực là một ranh giới phức tạp và hơi khó xác định.
Có một vài điểm đặc biệt về sự chuyển động về phía tây của mảng Nam Mỹ có thể tạo lực đẩy mảng Caribe và mảng Scotia tại điểm cuối về phía nam và bắc của nó, đặc biệt là ép chặt xung quan nó. Cả hai chia sẻ cùng một hình dạng và được bao bọc dọc theo rìa phía đông bởi một phần đới hút chìm của mảng Nam Mỹ.  Lưu trữ ngày 8 tháng 9 năm 2008 tại Wayback Machine